# Samalil
Sam'alil (tiếng tiếng Thổ Nhĩ Kỳ: Semalil,  tiếng Ả Rập: السمعليل, đã Latinh hoá: al-Sam'ālīl) là một ngôi làng ở phía bắc Syria, một phần hành chính của quận Homs, nằm ở phía bắc của Homs. Theo Cục Thống kê Trung ương Syria (CBS), Sam'alil có dân số 1.017 trong cuộc điều tra dân số năm 2004. Cư dân của nó chủ yếu là người Hồi giáo dòng Sunni gốc Turkmen.